# Clarksville (Teksas)
Clarksville je grad u američkoj saveznoj državi Teksas. Prema popisu stanovništva iz 2010. u njemu je živjelo 3.285 stanovnika.